# Světový den divadla
Světový den divadla (World Theatre Day, zkráceně WTD) se slaví 27. března. Byl zaveden v roce 1961 Mezinárodním divadelním institutem.

## Historie
Světový den divadla byl poprvé slaven v roce 1962 Mezinárodním divadelním institutem (ITI). Slaví se každoročně 27. března středisky ITI a mezinárodní divadelní komunitou. Ku příležitosti těchto oslav se pořádají různé národní a mezinárodní divadelní akce. Jednou z nejdůležitějších je šíření Mezinárodního poselství Světového dne divadel, prostřednictvím osobnosti světového významu, pozvané střediskem ITI, která sdílí své reflexe na téma Divadlo a kultura míru. První Mezinárodní poselství Světového dne divadla bylo napsáno v roce 1962 Jeanem Cocteau. Poprvé se tak stalo v Helsinkách a následně ve Vídni na 9. světovém kongresu ITI v červnu 1961, kde prezident Arvi Kivimaa navrhl jménem finského centra Mezinárodního divadelního institutu zavedení Světového dne divadla. Návrh, podpořený skandinávskými centry, byl většinou schválen.